# سينورة حمراء
السينورة الحمراء (الاسم العلمي:Synura rubra) هي نوع من الأسناخ الصبغية تتبع جنس السينورة من فصيلة السينورية.